# 昆达尔基
昆达尔基（Kundarki），是印度北方邦Moradabad县的一个城镇。总人口24540（2001年）。

## 人口
该地2001年总人口24540人，其中男性12730人，女性11810人；0—6岁人口5007人，其中男2596人，女2411人；识字率34.60%，其中男性为42.03%，女性为26.60%。